# 山本南伊
山本 南伊（やまもと なみ、旧芸名：南伊、1981年8月23日 - ）は日本の女優、歌手、脚本家、ソングライター。栃木県宇都宮市出身。ミーアンドハーコーポレーション所属。

## 来歴
作詞作曲したボサノヴァを都内のカフェやライブハウスで歌っている際に音楽関係者の目に留まり、2003年CXドラマ『ハコイリムスメ!』のサウンドトラックで歌唱、歌詞で参加する。岩崎宏美、渚ようこなどアーティストへの楽曲提供やCM音楽の制作にも携わる。
2006年映画で女優デビュー。その後、舞台やドラマ、映画などで女優として活動している。
2018年テレビ朝日系ドラマ「特捜9」（主演は井ノ原快彦）で脚本家デビュー。

## 人物
趣味は薬膳料理を作ること、日舞、舞台・映画・落語鑑賞。
資格は国際中医薬膳師、フィギュアスケート2級、美容師免許、カラーコーディネーター2級。
好きな女優は、田中裕子、余貴美子、麻生祐未。

## 出演

### テレビドラマ
- 警視庁捜査一課9係（テレビ朝日）
  - season3 第10話（2011年7月6日） - 高橋裕子 役
  - season11 第1話（2016年4月6日） - 内田好美 役
  - season12 第6話（2017年5月17日） - 小池真奈美 役
- アリスの棘（2014年4月11日 - 6月13日、TBS）
- マッチング・ラブ（2014年12月24日、TBS）
- 100の資格を持つ女〜ふたりのバツイチ殺人捜査〜（2015年、テレビ朝日） - 明日香 役
- 僕らプレイボーイズ 熟年探偵社 第4話（2015年7月17日、テレビ東京） - 久保田美祐 役
- おかしな刑事13（2015年12月26日、テレビ朝日） - 綾野文 役
- スペシャリスト（2016年2月11日、テレビ朝日）
- クロスロード 第4話（2016年3月17日、NHK BSプレミアム） - 松川江利子 役
- 刑事7人 第2シリーズ 第4話（2016年8月3日、テレビ朝日） - 野間紗世 役
- ほんとにあった怖い話 夏の特別編2016 「呪いの絵馬」（2016年8月20日、フジテレビ） - 矢野 役
- 花にけだもの 第10話（2018年1月1日、dTV×FOD共同製作ドラマ） - 柿木園家の使用人女性役
- 日曜ワイド おかしな弁護士2 （2018年1月14日、テレビ朝日） - 宮島多香子 役
- 特捜9（2018年5月23日、テレビ朝日） - 吉村奈美子 役
- 世にも奇妙な物語 「脱出不可」（2018年、フジテレビ） ‐ 新村可奈 役
- しろめし修行僧 第6話 (2022年、5月14日、テレビ東京)
- Solliev0(ソッリエーヴォ) 第1話 (2024年4月1日、テレビ神奈川)  -加藤歩美 役

### 映画
- The iDol（2006年、監督：Norman England）
- デスノート the Last name（2006年11月3日、ワーナー・ブラザース映画、監督：金子修介）
- 女の子ものがたり（2009年8月29日、IMJエンタテインメント/エイベックス・エンタテインメント、監督：森岡利行）
- TheSaladRudies（2014年、AltanCinemas/ワールドプレミア、監督：浅沼直也）
- 日韓合作映画 涙で月よ、輝けよ（監督：キムテシク） - 通訳 役

### 舞台
- へなちょこヴィーナス/ストレイドッグ（2008年10月、中目黒ウッディーシアター） - 額田幹 役
- ボクシー（2010年10月、築地ブディストホール） - あけみ 役
- 東京俳優市場（2011年12月、笹塚ファクトリー） - 主演 橙子 役
- 黒蜥蜴（2012年6月、明治座）
- SNOW PRINCESS!〜鏡の真実と7人の○○たち〜（2012年12月5日 - 9日、全労済ホール スペース・ゼロ） - ユンナ 役
- ホス探へようこそ（2013年1月24日 - 27日、上野ストアハウス） - 深雪 役
- ドブ、ギワギワの女たち（作・演：江本純子（毛皮族）、2013年3月29日 - 4月1日、AiiA Theater Tokyo） - 柴田 役
- 白雨 ザ☆夕方カレー（2014年10月15日 - 19日、中野テアトルbonbon） - 日影真奈美 役
- みそじん お座敷公演「ドアを開ければいつも」（2015年7月11日 - 13日・8月1日 - 3日・10月3日 - 5日、atelier.TORIYOU） - 坂本真紀子 役
- みそじん お座敷公演「ドアを開ければいつも」静岡公演（2015年8月22日 - 23日、伊豆土肥劇場） - 坂本真紀子 役
- 時間の花 ザ☆夕方カレー（2015年10月20日 - 25日、高円寺 明石スタジオ） - 藤本紗子 役
- 劇団道学先生「丸茂芸能社の落日」（2016年5月27日 - 6月5日、池袋芸術劇場シアターウエスト） - 千寿マリィ 役
- みそじん「ひなあられ」（2016年9月7日 - 11日、風姿花伝） - 主演 原口奈子 役
- 張ち切れパンダ「私のいる、宇宙。」（2016年12月21日 - 27日、下北沢B1） - 霧崎京香 役
- みそじん「いろいろなおんな。」（2017年7月26日 - 30日、下北沢OFF・OFFシアター） - 赤松知美 役
- 日穏-bion-「夕顔」東京公演（2017年8月23日 - 27日、中野テアトル） - 川上夏実 役
- 日穏-bion-「夕顔」宇都宮公演（2017年9月27日 - 28日、栃木県総合文化センター・サブホール） - 川上夏実 役
- カミナリフラッシュバックス×艶∞ポリス年忘れ企画（2017年12月5日 - 6日、渋谷・SARAVA東京） - 山本役
- 神宮前プロデュース×UNCUT公演「私に会いに来て」（2018年3月14日 - 21日、新宿サンモールスタジオ） - ナム夫人役

### バラエティ・情報番組ほか
- 生活向上エンタテインメント「国境を越え、救うチカラ!〜国境なき医師団〜」（2011年、BS日テレ） - 番組MC
- たけしの健康エンターテインメント!みんなの家庭の医学（2012年11月28日・2013年3月5日、テレビ朝日）
- ドラクロワ（2012年2月10日、NHK）
- 999人美女（2014年12月、東京メトロポリタンテレビジョン） - 番組MC
- ヒルナンデス!（2014年、日本テレビ）
- キスマイBUSAIKU!?（2015年5月18日、フジテレビ）
- 有吉反省会（2015年8月5日、日本テレビ）
- ダラケ! 〜お金を払ってでも見たいクイズ〜（2015年10月29日、BSスカパー）

### CM
- INTERCALL（2006年 - ）
- iPod shuffle POWER SUPPORT（2007年 - ）
- 通信講座ユーキャン（2010年 - ）
- ヨドバシカメラ（2011年 - ）
- ベネッセコーポレーション（2012年 - ）
- エバラ キムチ鍋の素（2013年 - ）
- オープンハウス（2013年）
- J:COM（2013年 - ）
- 寒川神社（2014年 - ）
- キリンビール（2015年 - ）
- TOYOTA (2023年 - )

### Vシネマ
- ダイヤモンド（2013年）
- ザ闇金融道2（2013年）
- 絶叫2 隣人（2013年） - 主演
- フラワーFLOWER（2014年）

## 脚本作品

### テレビ
- 特捜9（2018年、テレビ朝日）